# Main (Mondkrater)
Main ist ein Einschlagkrater auf der nördlichen Hemisphäre des Erdmondes nahe dem Nordpol. Sein Südrand ist mit dem südlich gelegenen Krater Challis verbunden und
der Kraterboden verbindet die auf einer Ebene gelegenen Krater durch eine enge Lücke in den Wällen. Nord-nordwestlich liegt die Kraterkombination aus Gioja und Byrd.
Main besteht aus ursprünglich drei Kratern, die durch die Überflutung ihres Kraterinneren mit Lava zu einer im Wesentlichen kreisförmigen Formation mit Ausbuchtungen im Westen und Nordosten vereinigt wurden. Dieselben Lavaströme sind auch für die Verbindung von Main und Challis verantwortlich.
Der verbliebene Kraterrand von Main ist ein niedriger Abhang, der mit dem umgebenden Gelände nahezu auf einer Ebene liegt.
Ein kleiner und grob schüsselförmiger Krater, dem der westliche Rand fehlt, überdeckt den Ostrand.
Der Kraterboden ist nahezu eben und wird von einer Anzahl von Minikratern zernarbt, die sich in Form eines Bandes vom Südwesten nach Nordosten über das Kraterinnere hinziehen.
| Buchstabe | Position           | Durchmesser | Link |
| --------- | ------------------ | ----------- | ---- |
| L         | 81,44° N, 22,63° O | 14 km       |      |
| N         | 82,35° N, 22,06° O | 11 km       |      |